# Maurice Emmanuel
Marie François Maurice Emmanuel (Bar-sur-Aube, Aube, 2 de maig de 1862 - París, 14 de desembre de 1938) va ser un compositor francès de música clàssica i destacat musicòleg especialitzat en la música de l'antiga Grècia.

## Biografia
Va néixer a Bar-sur-Aube però va créixer a Beaune (Costa d'Or), on els seus pares es van traslladar el 1867. Aquí va viure intensament la riquesa del seu folklore musical, va descobrir els cants dels vinyaters i va ser cantant en el cor de la catedral. El 1880 va entrar al Conservatori de París, estudiant amb Albert Bourgalt-Ducoudray (història de la música), Théodore Dubois (harmonia), Savard i Léo Delibes (composició). Aquest últim s'oposà a les seves innovacions -la seva concepció modal de la música- i li va impedir participar en el gran Prix de Rome. De forma privada va rebre lliçons d'Ernest Guiraud per al seu treball de llicenciatura i a casa seva va conèixer a Claude Debussy.
Però la curiositat d'Emmanuel, home de vastíssima cultura i amplis interessos, no s'atura en la música. Després d'estudiar humanitats, filologia i història de l'art, obté la llicenciatura a la Sorbona amb una tesi sobre la dansa grega antiga, Essai sur l'orchestique grecque d'après les monuments figurés, que presenta brillantment el 1895. Amant de la naturalesa i de l'arqueologia i incansable viatger, entre 1880 i 1902 aprofita cada estiu per efectuar excursions a peu per Bretanya, els Alps, Suïssa, Àustria i Hongria, realitzant dibuixos i rebent impressions que alimentaran la seva imaginació. Així, per exemple, els carillons de les esglésies de Dijon i Beaune li inspiren el 1893 seva Sonatina núm. 1 i una orquestra de gitanos que escolta en una travessia pel Danubi l'incita a escriure el 1902 la seva Zingaresca.
Mestre de capella a l'església de Santa Clotilde de París -càrrec que també havia acupat César Franck- de 1904 a 1906, tres anys més tard és nomenat professor d'Història General de la Música al Conservatori de París, on succeeix al seu mestre Bourgault-Ducoudray, càrrec que exercirà fins al seu retir el 1936.
Al llarg d'una vida fecunda i generosa, Emmanuel comptarà amb infinitat d'amics, francesos i estrangers, a més de nombrosos alumnes i deixebles: entre els primers, Dukas, Pierné, Tournemire, Aubert, Dupré, Ladmirault, Koechlin (a qui tant l'uneix), Le Flem, Busoni, entre els segons, Gaston Litaize, Ibert, Roland-Manuel, Migot, Casadesus, Lefébure i Messiaen. Apassionat per la música modal i la mètrica grega antiga, Emmanuel escriu nombrosos assajos, entre ells una Història de la llengua musical (1911), llibre fonamental que testimonia el seu profund coneixement de les fonts populars i la música antiga, un Tractat de l'acompanyament modal dels salms (1913); sengles biografies de César Franck (1930) -la figura del qual va contribuir a reivindicar- i Anton Reicha (1936) i un transcendental estudi sobre Pelléas et Mélisande (1926).

## Obres
Però aquest veritable humanista va ser també, i sobretot, un músic original i sensible, autor d'un important llegat constituït per trenta úniques obres numerades entre les quals hi ha dues tragèdies líriques en tres actes sobre textos d'Èsquil: Prométhée enchaîné i Salamine. El seu pudor, el seu afany de perfecció i un implacable esperit autocrític el portaran a destruir o impedir la publicació de quaranta-tres composicions: set sonates, un septet, un quartet de corda, una simfonia, dotze cançons i nombroses peces per a piano.
Exceptuades les seves partitures més ambicioses (les dues òperes esmentades, la pantomima Pierrot pintor i la música incidental per a l'Amfitrió de Plaute), la discografia d'Emmanuel era, fins ara, reduïda però cobria amb prou fortuna gairebé tota la resta de la seva producció. Així, Leif Segerstam i Gilles Nopre van gravar en la ja extinta col·lecció Naxos Patrimoine (1990-92) les dues Simfonies i El Poema del Roine, darrera obra d'Emmanuel, orquestrada per D'Harcourt, el mateix segell que va registrar el 1995 les Trenta cançons borgonyones del país de Beaune amb Florence Katz, Jean-Pierre Quenaudon, Laure Rivierre i el Cor Regional de Borgonya dirigit per Roger Toulet, a Florence Katz, Lionel Peintre i Marie-Catherine Girod es va deure la integral de les cançons (Timpani, 1995), la mateixa pianista va publicar el 1986 per Accord les extraordinàries Sis sonatinas per a piano més la Sonata per a flauta, clarinet i piano en companyia de Richard Vieille i Alain Marion, i el 1993 el jove duo format per Marc Coppey i Eric Li Sage es va atrevir amb la Sonata per a violoncel i piano (K617).